# Les Metzger
Andrew Leslie Metzger, detto Les (Scott City, 11 ottobre 1925 – Denver, 18 giugno 2013), è stato un cestista statunitense.

## Carriera
Dopo aver giocato al Phoenix Junior College, venne reclutato da Colorado dove giocò a livello NCAA per due stagioni.
Al termine del college, anziché diventare professionista, preferì giocare nella AAU.
Con gli Stati Uniti ha disputato il Campionato del mondo del 1950, vincendo la medaglia d'argento.